# Specialofficer
- Bör inte förväxlas med specialistofficer, vilket är den svenska motsvarigheten till finländska  underofficerare.

Specialofficer är en personalkategori i den finländska försvarsmakten. Specialofficerare tjänstgör som ingenjörer, tekniker, ekonomer, läkare, veterinärer, apotekare och musikdirektörer ( i Finland kallade kapellmästare). De motsvaras av vad som i den svenska försvarsmakten kallas officer med särskild kompetens.

## Rekrytering och befordran
Specialofficerare rekryteras bland de som avlagt akademisk yrkesexamen inom respektive fack och bär officersgrader med ett förled som anger verksamhetsområdet. Specialofficerare med universitetexamen börjar sin tjänst som premiärlöjtnanter. Deras militära grader beror inte på sina uppgifter, utan specialofficerare befordras oftast på grund av tjänstgöringstid. Vanligtvis slutar specialofficerare sin tjänst som överstelöjtnanter. Bara de specialofficerare som når de högsta befälspositionerna befordras till överste. Vanligtvis är Försvarsmaktens överläkare och överingenjör generaler, när överkapellmästaren är musiköverste eller -överstelöjtnant. Teknikerofficerare börjar tjänsten som teknikerlöjtnant och kan inte nå högre grad än teknikerkapten.

## Tilltal
Specialofficerare tilltalas enbart med graden utan förled. Till exempel:
- Teknikerlöjtnant - tilltalas: Herr löjtnant!
- Ingenjörpremiärlöjtnant - tilltalas: Fru premiärlöjtnant!
- Farmacikapten
- Ekonomikaptenlöjtnant (flottan)
- Medicinalmajor
- Veterinäröverstelöjtnant
- Musiköverste